# Sebaea membranacea
Sebaea membranacea är en gentianaväxtart som beskrevs av Arthur William Hill. Sebaea membranacea ingår i släktet Sebaea och familjen gentianaväxter. Inga underarter finns listade i Catalogue of Life.